# Мёртвые души (альбом)
«Мёртвые души» — совместный сольный альбом музыкантов Кирилла Немоляева (Бони НЕМ) и Константина Селезнёва (Фактор Страха), вышедший 15 апреля 2008 года.

## Об альбоме
Проект примечателен хотя бы тем, что Кирилл принял участие в серьёзном проекте, без шуток и юмора. Константин Селезнёв об альбоме:

Мы с Кириллом всегда понимали друг друга с «полузвука» и в «Бони НЕМ», и в «Фактор Страха», но особенно нам это удалось в нашем новом проекте «Мёртвые души».

Партии барабанов сыграны в индустриальном стиле. В некоторых песнях неплохо прописаны электронные вставки.

## Отзывы критиков
(<…>) Более того, специфика альбома и заключается в особой, даже утрированной жесткости и беспринципном реализме, оголяющем самые подлые, самые поганые стороны нашей благополучной жизни — создаётся впечатление, что Кирилл и Константин побывали во дворах потёмкинских деревень и набрались соответствующих эмоций.(<…>) Тексты песен даже рука не поднимается назвать лирикой — ничего лиричного там просто физически невозможно обнаружить... Но, при всём при этом в рамках своего жанра диск исполнен грамотно, динамично, очень зло и искренне.— Рецензия из журнала «DarkCity» 

## Список композиций
| №   | Название             | Длительность |
| --- | -------------------- | ------------ |
| 1.  | «Идти назад»         | 4:03         |
| 2.  | «Здесь только ложь»  | 4:28         |
| 3.  | «Мёртвые души»       | 4:05         |
| 4.  | «Твой страх»         | 5:15         |
| 5.  | «Нести свой крест»   | 3:54         |
| 6.  | «Предавать»          | 3:42         |
| 7.  | «Ненаступившее утро» | 4:30         |
| 8.  | «Иди во власть!»     | 3:46         |
| 9.  | «Старость»           | 4:27         |
| 10. | «Выход»              | 3:34         |

## Участники записи
- Кирилл Немоляев — вокал, аранжировки
- Константин Селезнёв — гитара, инструменты, аранжировки
- Серафима Галкина — бэк-вокал (2)